# Chiesa della Madonna del Rosario (Castellammare del Golfo)
La chiesa di Maria Santissima del Rosario comunemente chiamata chiesa del Castello o chiesa di l'Agnuni (in siciliano) è una chiesa cattolica ubicata all'interno della prima cinta muraria del Castello Arabo Normanno di Castellammare del Golfo, in provincia di Trapani. Intitolata fino al 1526 a San Nicola si può definire la prima chiesa di Castellammare.
Questa chiesa viene popolarmente chiamata chiesa di l'agnuni (chiesa dell'angolo), poiché in un angolo venne collocata la statua della Madonna del Rosario che, secondo la leggenda, ogni talvolta che la si poneva sull'altare l'indomani veniva ritrovata in quell'angolo. Il termine agnuni sta anche a indicare l'ubicazione della chiesa all'interno del castello posta, appunto, anch'essa in un angolo.

## Storia
Sull'origine della chiesa della Madonna del Rosario si hanno diverse ipotesi. Si pensa che sia stata costruita subito dopo la fondazione del vescovato di Mazara del Vallo nel 1093, grazie al castellano Giovanni di Salurnio. Altre fonti sostengono che fu costruita nel 1221 per volere di Federico II e dedicata a San Nicolò in omaggio al viceré Nicolò Speciale. Si sostiene, addirittura, che la sua origine sia ancora più antica e legata all'arrivo dei primi profughi cristiani di Segesta, scampati ai massacri degli invasori saraceni a partire dall'anno 827. Questi profughi sarebbero riusciti a scappare e portare con sé da Segesta una statua della Madonna, che essi avrebbero posto in un angolo di questa chiesa. Secondo la legenda, la Madonna, da quel posto non si volle più muovere e ogni volta che i fedeli la ponevano sull'altare dell'abside, il giorno successivo la ritrovavano nell'angolo. Per questo motivo, ancora oggi, i fedeli la chiamano Maronna di l'Agnuni (Madonna dell'Angolo).

Vecchia foto dell'esterno della chiesa

La chiesa, dalle sue origini fino al 1526 ebbe il solo titolo di San Nicolò dentro la fortezza. Non si sa quando sia stato aggiunto l'altro titolo del Rosario che appare unito al primo in alcuni documenti del 1600. 
Pietro Maria Rocca, inoltre, annota che un certo Rainero De Alessio, napoletano, nel suo testamento del 22 ottobre 1521 presso il notaio Stefano Torneri, legò un'oncia alla chiesa di San Nicolò e che nello stesso testamento si parla di una cappella fabbricata per il barone Giacomo Alliata. 
La chiesa fu anche utilizzata come sepoltura dei fedeli per lungo tempo, infatti nello stesso testamento si legge:
 Per seu stellario si intende lo stellario che molto probabilmente si riferisce al successivo titolo della chiesa rosario.
Nel 1700 in questa chiesa era presente una congregazione laicale sotto il titolo del Santo Rosario i cui confrati, durante le processioni, indossavano un sacco bianco e un mantello nero.
Nel mese di marzo del 1972 per volere dell'arciprete Salvatore Romano si è provveduto ad un importante restauro. Si fortificò l'abside, ormai cadente e rovinato dalla salsedine, con un rinforzamento in cemento. L'intero pavimento dell'edificio venne rifatto con piastrelle in ceramica, in sostituzione di quello esistente in mattoni di creta ormai ridotto a pezzi.
Questa chiesa negli anni ha subito diversi oltraggi. È stata soffocata dagli edifici che si aprono su Via Ponte Castello e verso la fine degli anni 70 del XX secolo, proprio appoggiata alla facciata della chiesa, fu aperta una persiana privata. Qualche anno dopo, al primo piano elevato sopra le persiana, venne aperto un balcone e nel 1980 si ebbe, addirittura una seconda sopraelevazione con l'apertura di un altro balcone, che oggi sovrasta la millenaria chiesa. Oggi i balconi, sono stati sostituiti da due aperture con ringhiere in ferro. 
Nel 2000, infine, il Comune provvide ai lavori di ristrutturazione furono risolti alcuni problemi di infiltrazione, fu sistemata la copertura e rifatta la pavimentazione.

## Descrizione
La chiesa di Maria Santissima del Rosario sorge sulle antiche mura che circondavano la rocca del castello a sud della piazza e subito dopo il ponte del castello, in un piccolo cortile affiancato da abitazioni private. L'abside sovrasta la piccola spiaggia della Marinella, ben visibile da piazza Petrolo.

### Esterno

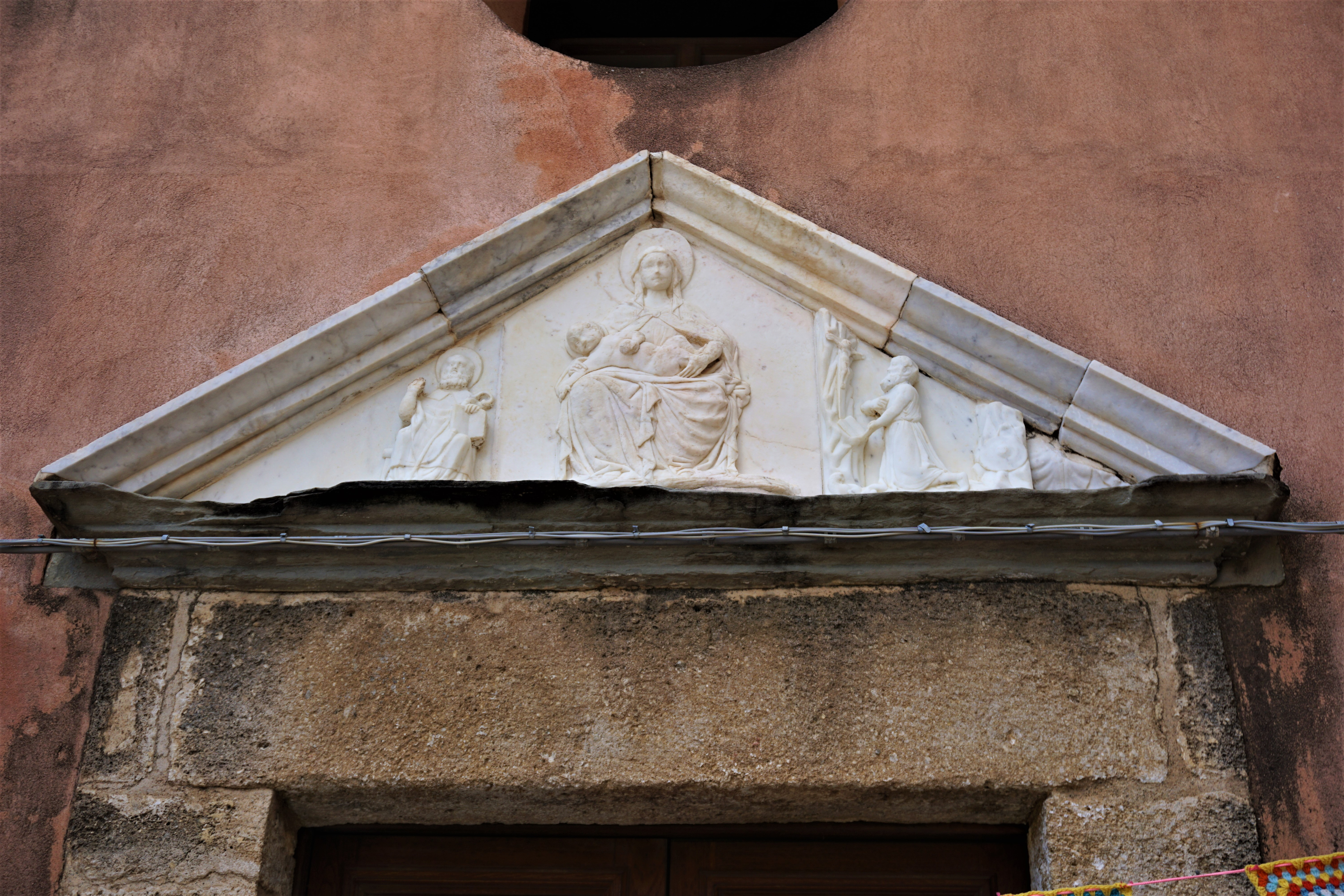
Bassorilievo marmoreo attribuito ad Antonello Gagini (XV secolo)

La semplice facciata a capanna è sormontata da una croce in ferro e con un piccolo campanile a nord. Ha una sola porta d'ingresso, rivolta verso ovest, incorniciata da un portale con a capo un prezioso bassorilievo, in marmo bianco, risalente al XV secolo e attribuito ad Antonello Gagini; raffigura la Vergine Maria, seduta, con il Bambin Gesù poggiato sulle gambe. Alla sua destra San Nicola con in mano il pastorale e un libro aperto, mentre alla sinistra San Girolamo in ginocchio davanti alla croce, raffigurato con il cappello cardinalizio, il leone ed il libro. L'opera è leggermente rovinata dal tempo e dalle intemperie.
Al di sopra del bassorilievo, si apre una finestra circolare a sua volta sovrastata da un disco in marmo bianco raffigurante la croce patente, simbolo dei cavalieri templari. Questo elemento dimostra che probabilmente la chiesa fu il luogo di culto dei cavalieri durante il loro presunto insediamento a Castellammare.

### Interno
L'interno molto semplice e a navata unica, ha una copertura a due spioventi ed è formata da tavole e travi in legno. La chiesa misura 9 metri in lunghezza e 5 in larghezza. È presente un solo altare dedicato alla titolare della chiesa, Maria Santissima del Rosario. Tale semplicità sembra sia dovuta al fatto di volerla preservare dalle possibili razzie da parte dei pirati. Per gli stessi motivi anche l'Eucaristia, l'olio santo ed il fonte battesimale della Chiesa Madre venivano un tempo conservati all'interno della chiesa del castello.

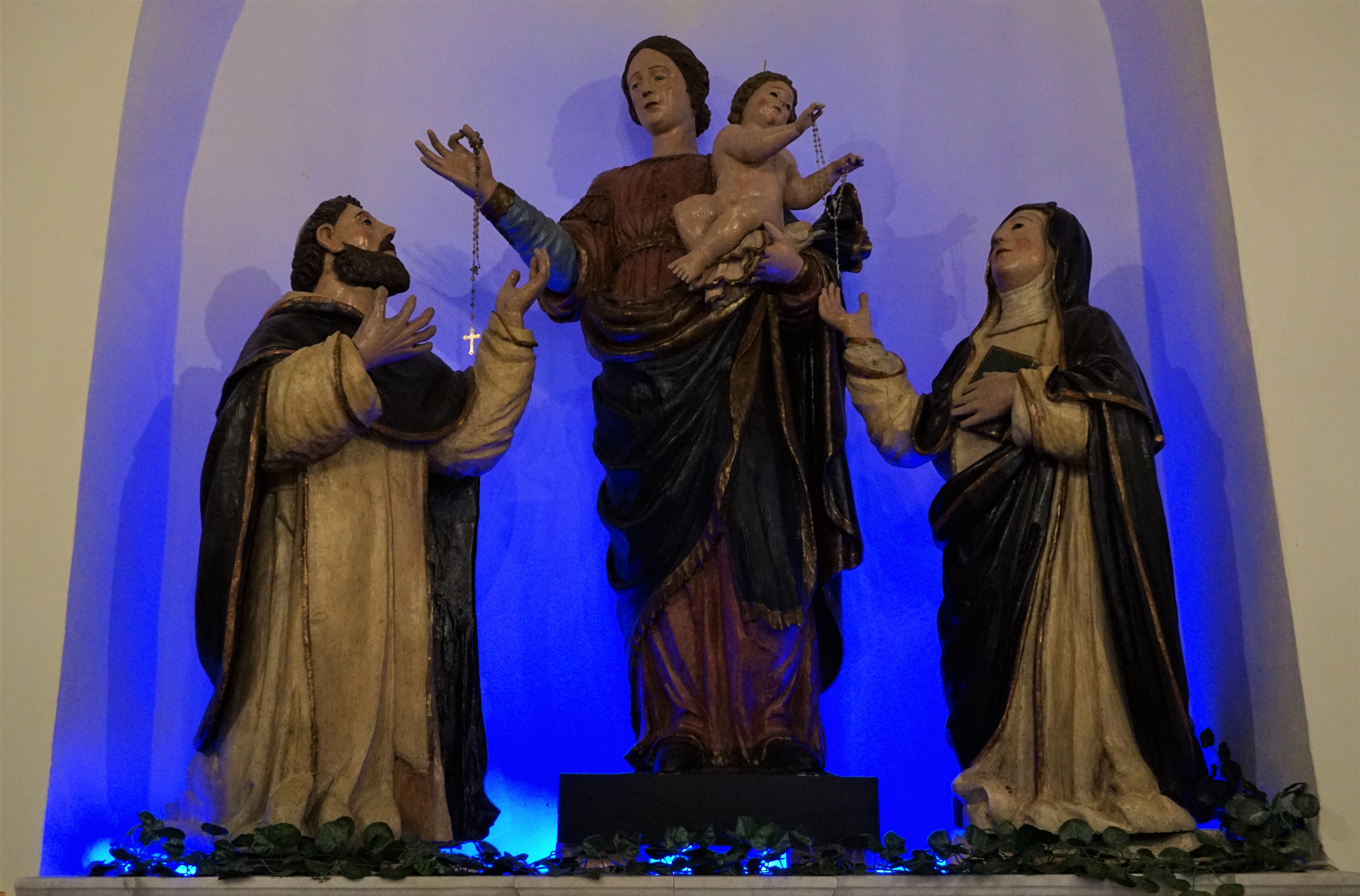
Il trittico della Madonna del Rosario con i santi Domenico e Caterina

L'altare collocato il 20 marzo 1972 è stato costruito in parte con materiale prelevato dall'ex chiesa di Maria Santissima degli Agonizzanti e ospita, in una nicchia ad arco a tutto sesto, il trittico ligneo della Madonna del Rosario con i santi Domenico di Guzmán e Caterina da Siena. Lo stile, la lavorazione, il volto ed i lineamenti della statua della Madonna si differenziano moltissimo dalle altre due statue e ciò dimostra che la fattura delle statue dei due santi è sicuramente più recente di quella della Madonna del Rosario che alcuni ipotizzano sia stata, addirittura, portata a Castellammare da alcuni cristiani fuggiti da Segesta. Le statue, rovinate dal tempo sono state restaurate nel 2019, grazie all'impegno di un'associazione di promozione del territorio che opera a Castellammare del Golfo.
Davanti all'altare è collocata la mensa in marmo sorretta da due colonnine in marmo rosso locale estratte dalle balaustre che separavano l'abside dal resto della navata dell'ex chiesa di Maria Santissima degli Agonizzanti.
L'abside è separato dalla navata da un imponente arco trionfale di forma circolare e rivestito in pietra. A ridosso del pilastro sinistro, all'angolo, è presente una pregiata nicchia in legno che ha ospitato per secoli il simulacro della Vergine del Rosario, chiamata dal popolo castellammarese Maronna di l'agnuni (Madonna dell'angolo) per via della sua collocazione, appunto, in un angolo. In seguito ai lavori di restauro della statua, avvenuti nel 2019, si è deciso di non collocarla più in tale nicchia, ma di esporla sull'altare fra le statue dei due santi. Oggi nella nicchia al posto della statua è stata collocata un'immagine della Madonna del Rosario dell'iconografia tipica di Pompei.
Entrando sulla destra e collocata nella controfacciata è presente un'artistica acquasantiera in marmo risalente al XV secolo ed attribuita ad Antonello Gagini. L'acquasantiera è formata da una mano che sorregge la vasca.
A poche decine di centimetri della portone d'ingresso al di sotto del pavimento si apriva un vano con una scala in muratura che portava alla cripta sepolcrale. Tale vano è stato murato con una soletta in cemento armato e oggi non è più possibile accedere alla cripta.

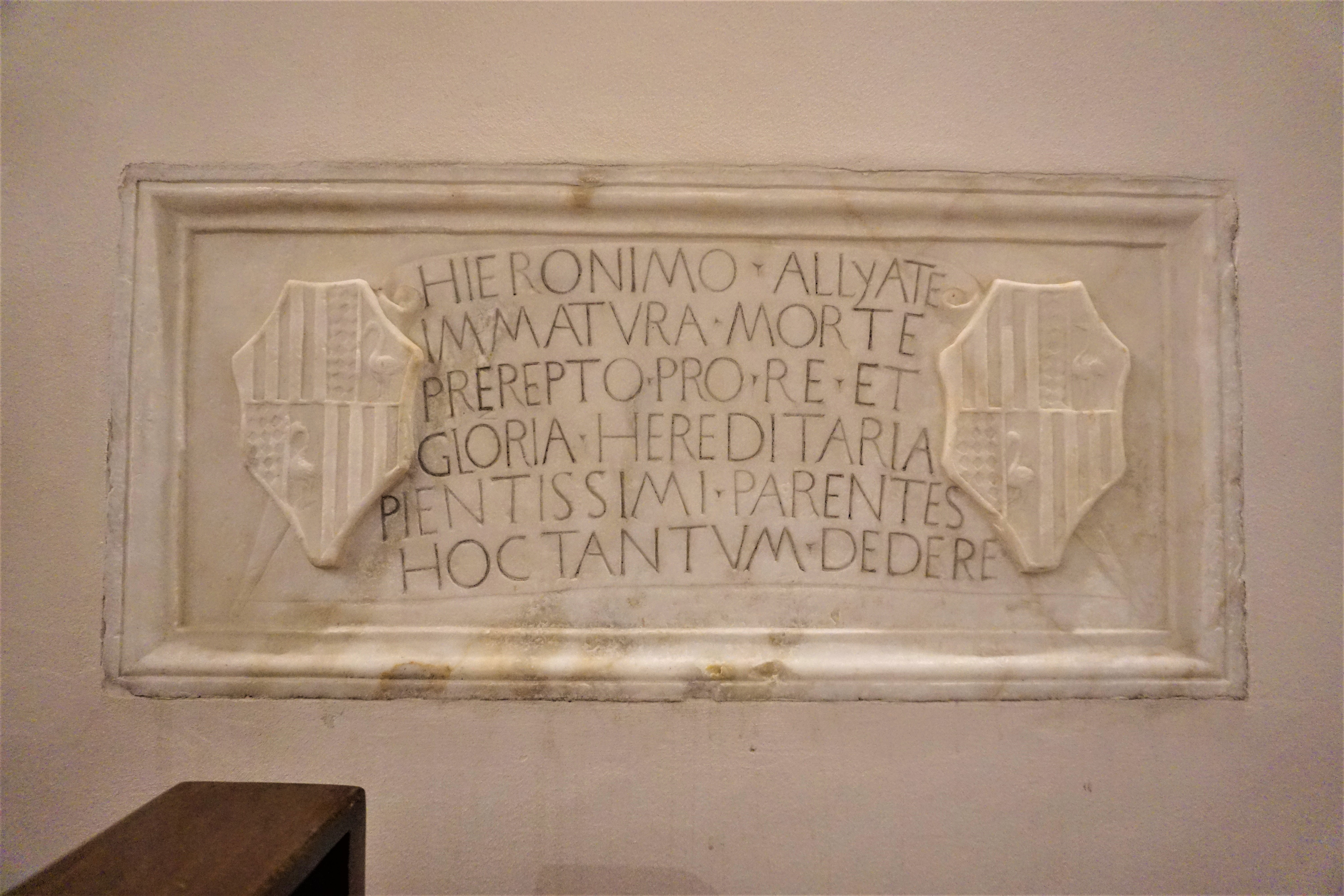
Tomba di Girolamo Alliata

Sulla parete destra della chiesa è sepolto Girolamo Alliata, figlio di Giacomo Alliata barone di Castellammare fondatore del paese e della Chiesa Madre. La tomba è formata da una lastra in marmo di carrara con la doppia riproduzione dello stemma che il defunto avrebbe utilizzato se fosse rimasto in vita. Lo stemma è composto per metà dallo stemma degli Alliata e per metà da quello dei La Grua-Talamanca. Fra la riproduzione dei due stemmi vi è la seguente iscrizione: 
Tra la tomba di Girolamo Alliata e l'arco trionfale è presente un prezioso bassorilievo raffigurante la Madonna degli Angeli vestita alla greca con una decorazione formata da delle volute e un angelo, collocata al di sotto del bassorilievo. Si tratta di un'opera di importante valore artistico rinascimentale accentuata dai raffinati particolari che la caratterizzano come i fini lineamenti del viso, i curati capelli e dal velo pieghettato sul collo. Tale opera risale al XV secolo ed è attribuita ad Antonello Gagini. Originariamente era collocata al di sopra della tomba di Girolamo Alliata e insieme alla decorazione con l'angelo, costituiva un unico monumento funerario.
È presente una piccola sacrestia a sinistra dell'altare di piccole dimensioni.

## Riti e celebrazioni
- 7 Ottobre, Festa della Madonna del Rosario

In occasione della festa della Madonna del Rosario, annualmente in questa chiesa viene celebrata la Santa Messa.

## Galleria d'immagini

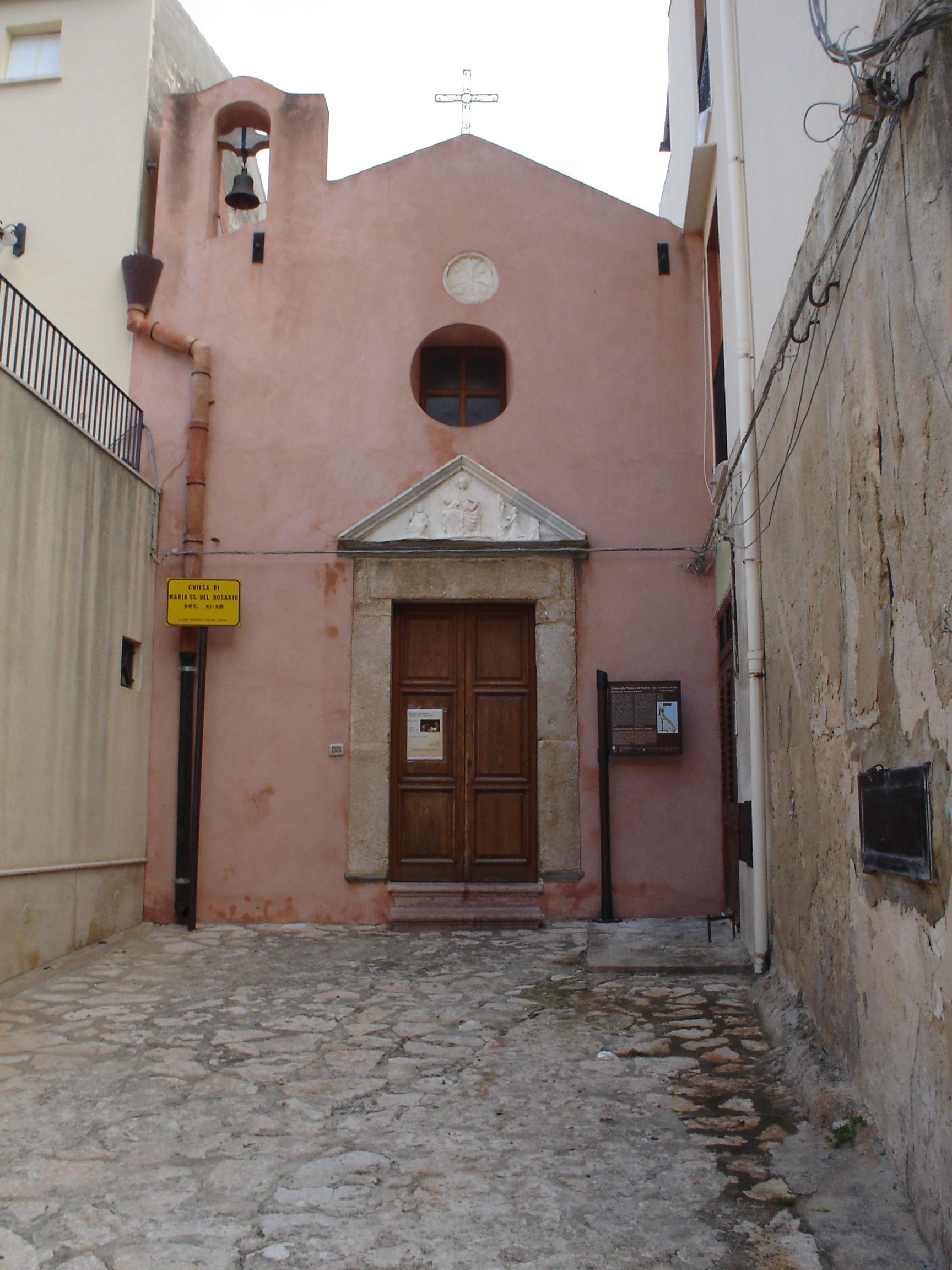
La facciata
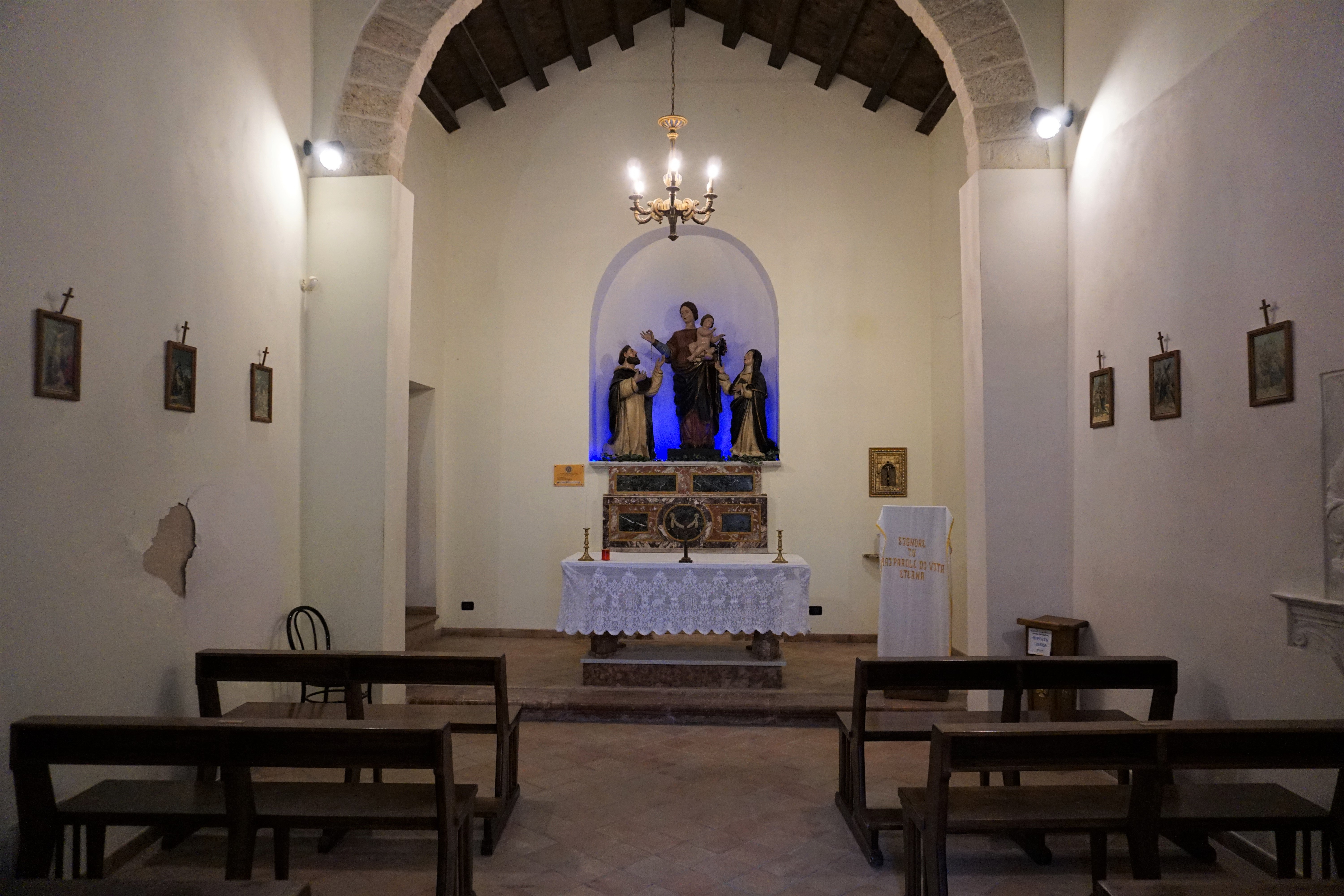
L'interno
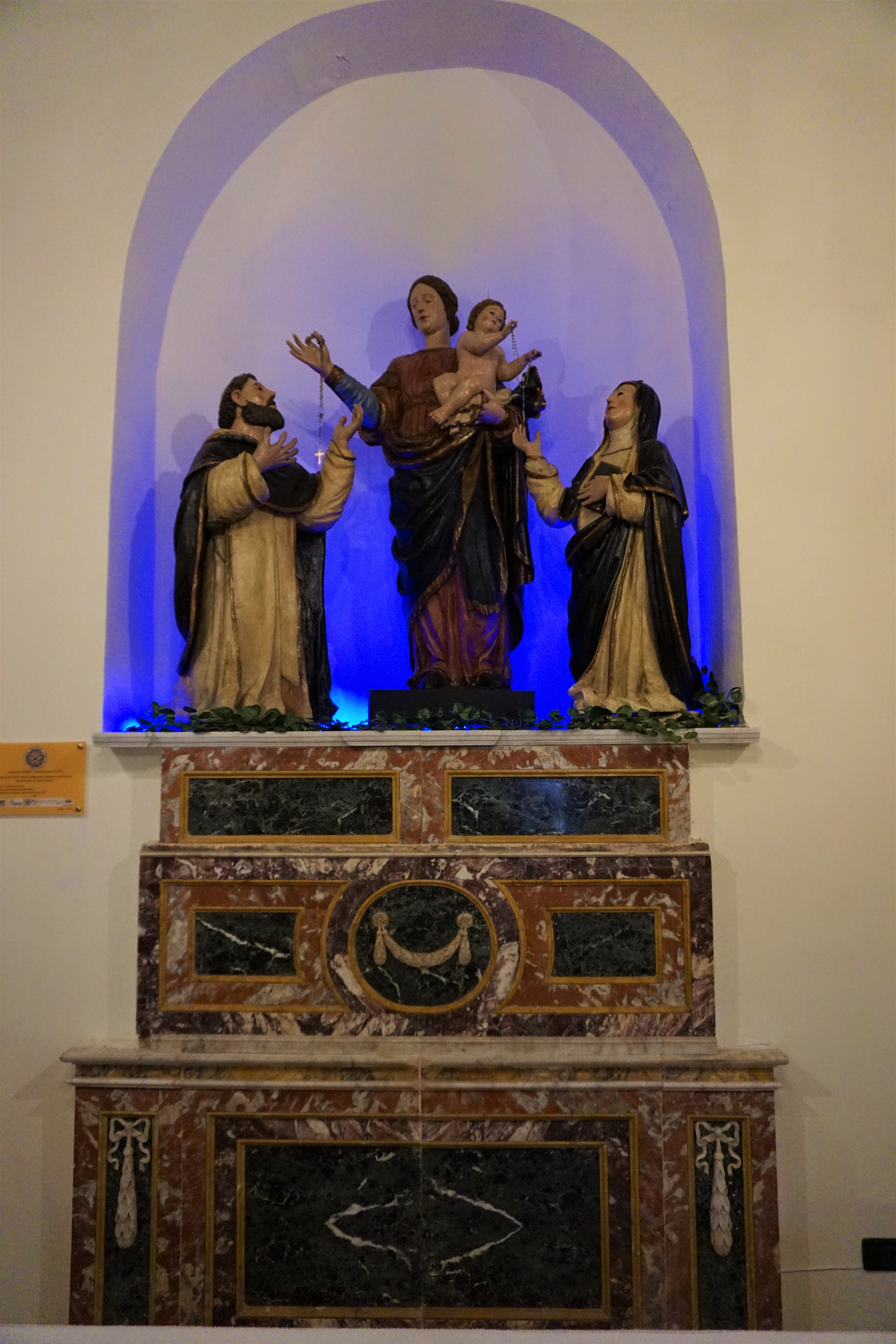
L'altare con materiali dell'ex chiesa crocifera
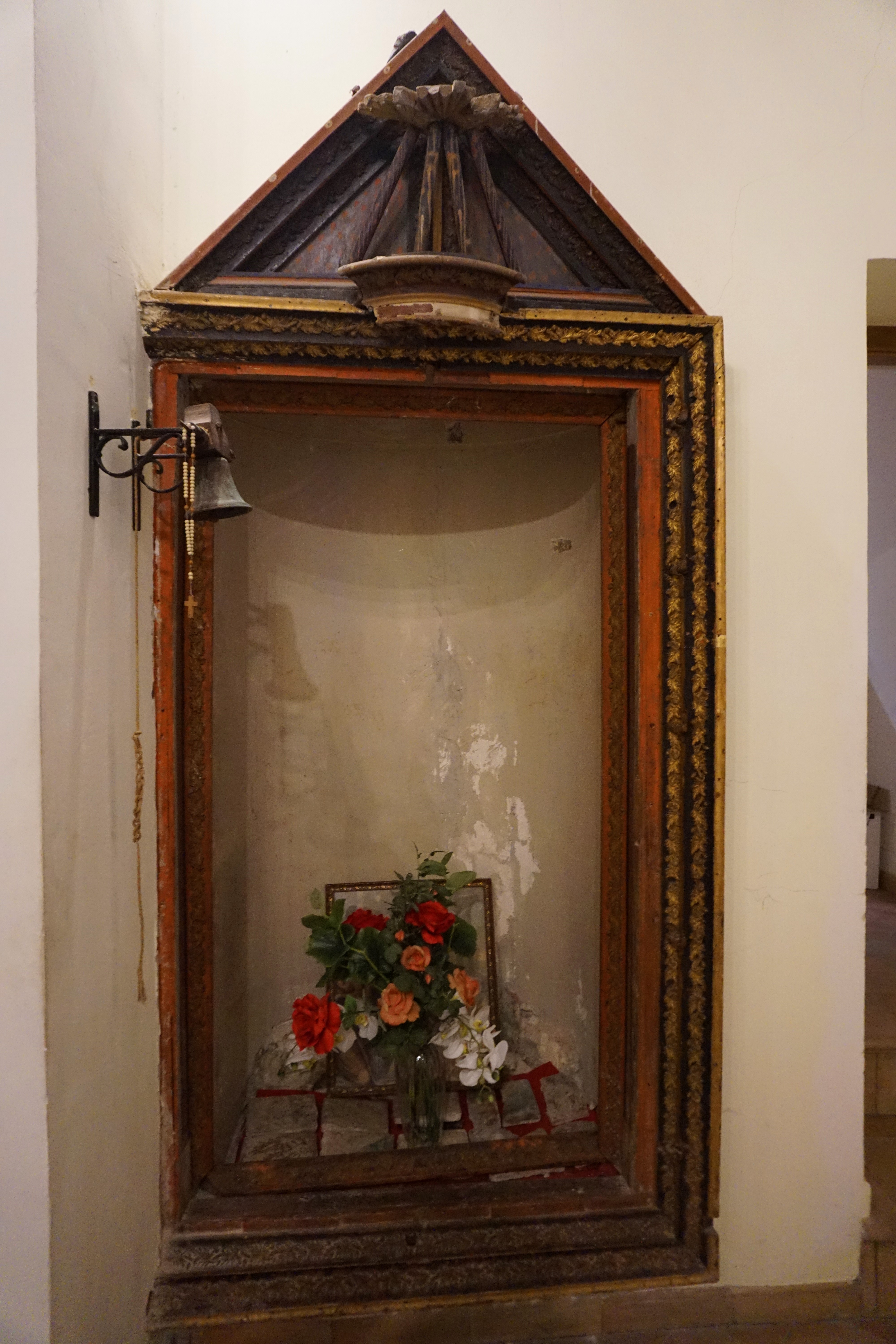
Antica nicchia lignea
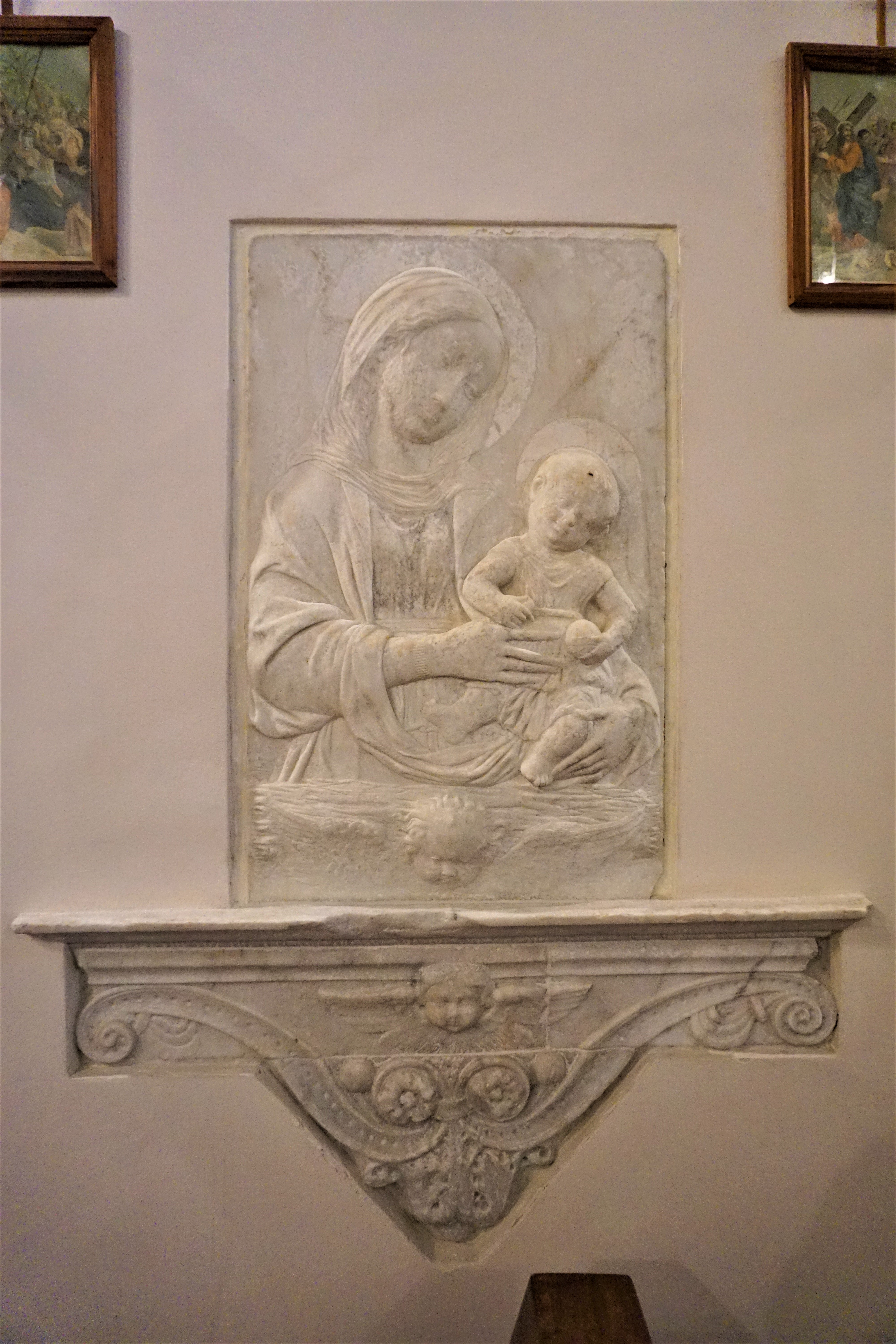
Madonna degli angeli (XV secolo, Antonello Gagini)
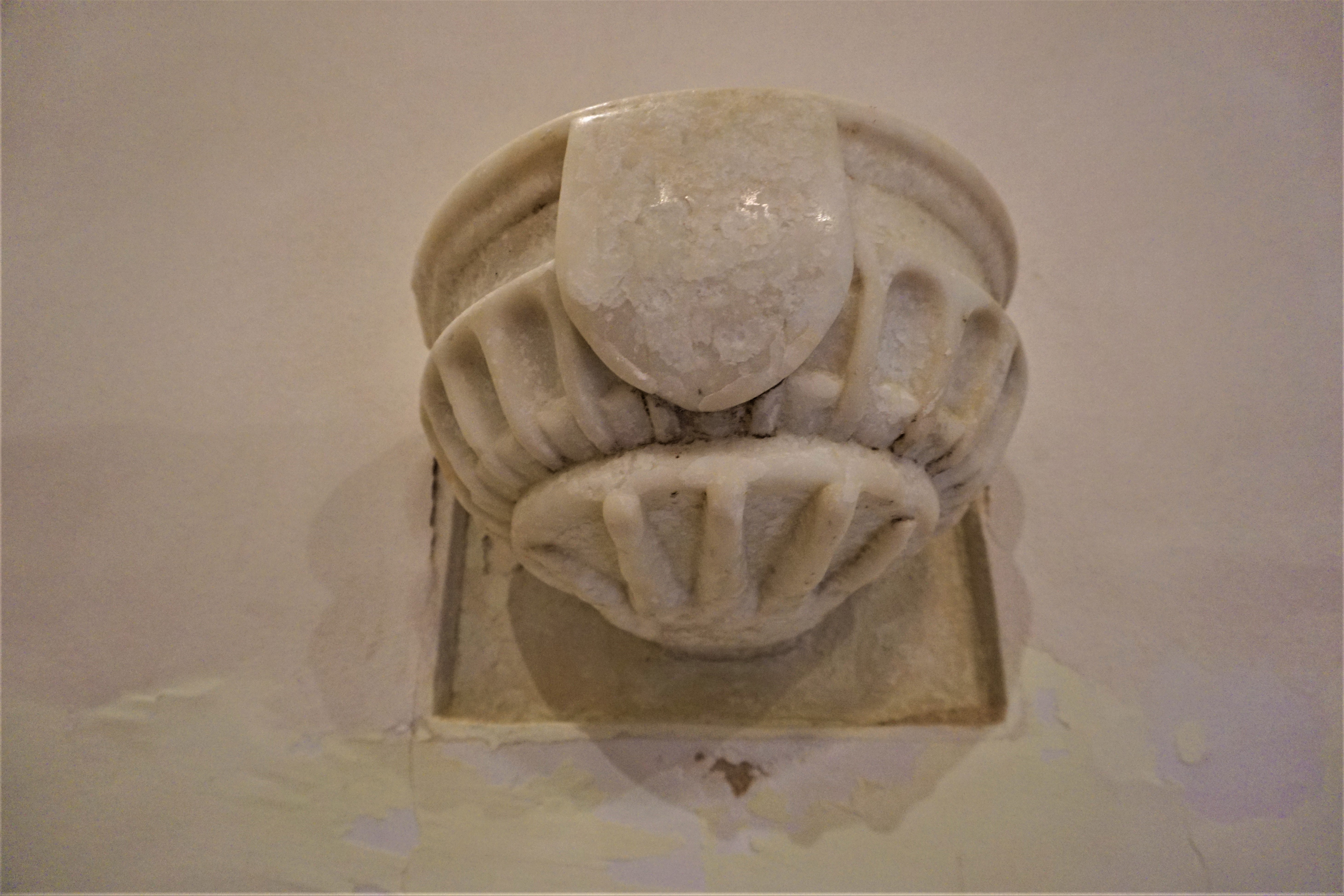
acquasantiera con mano (XV secolo, Antonello Gagini)
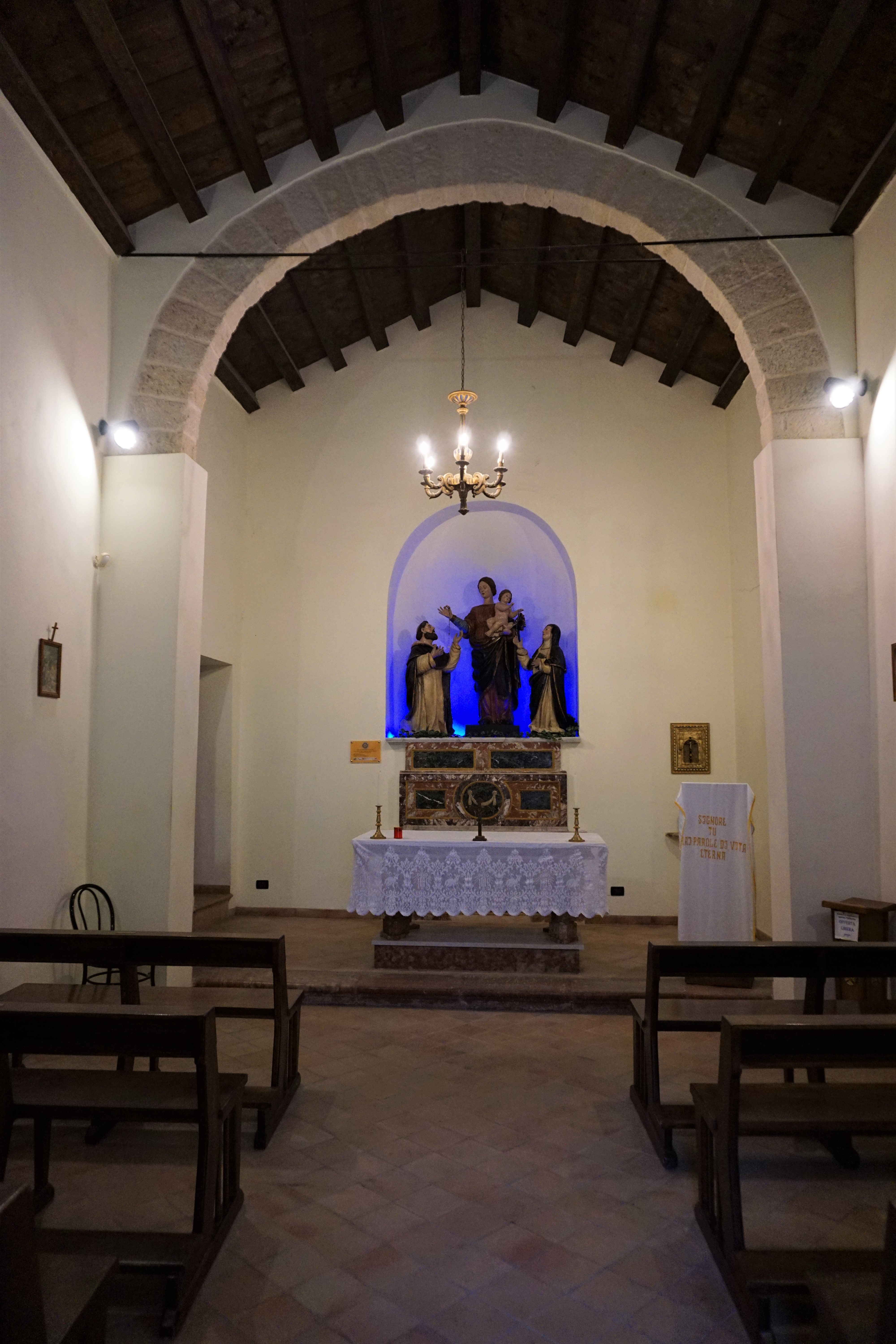
Arco trionfale
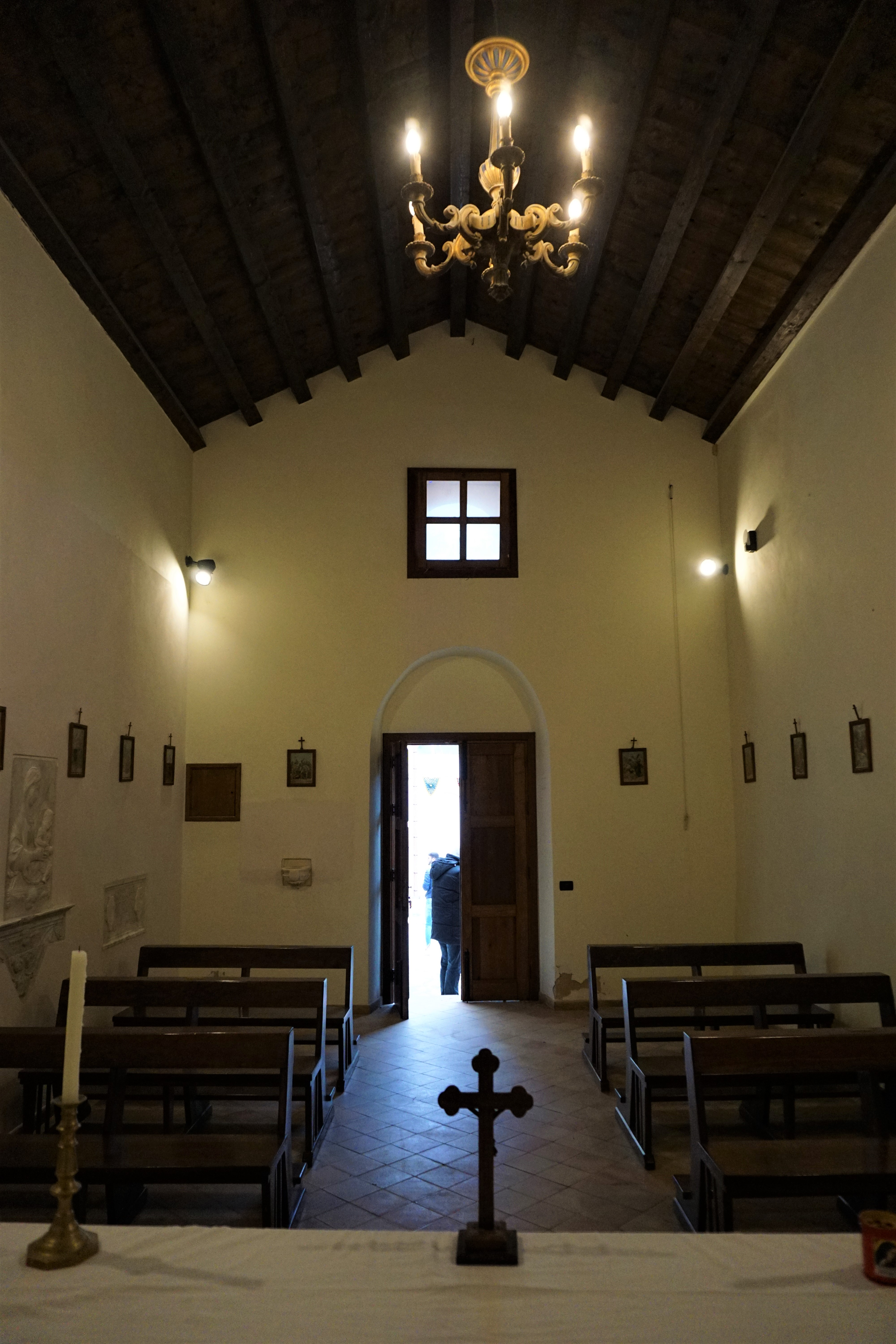
Controfacciata
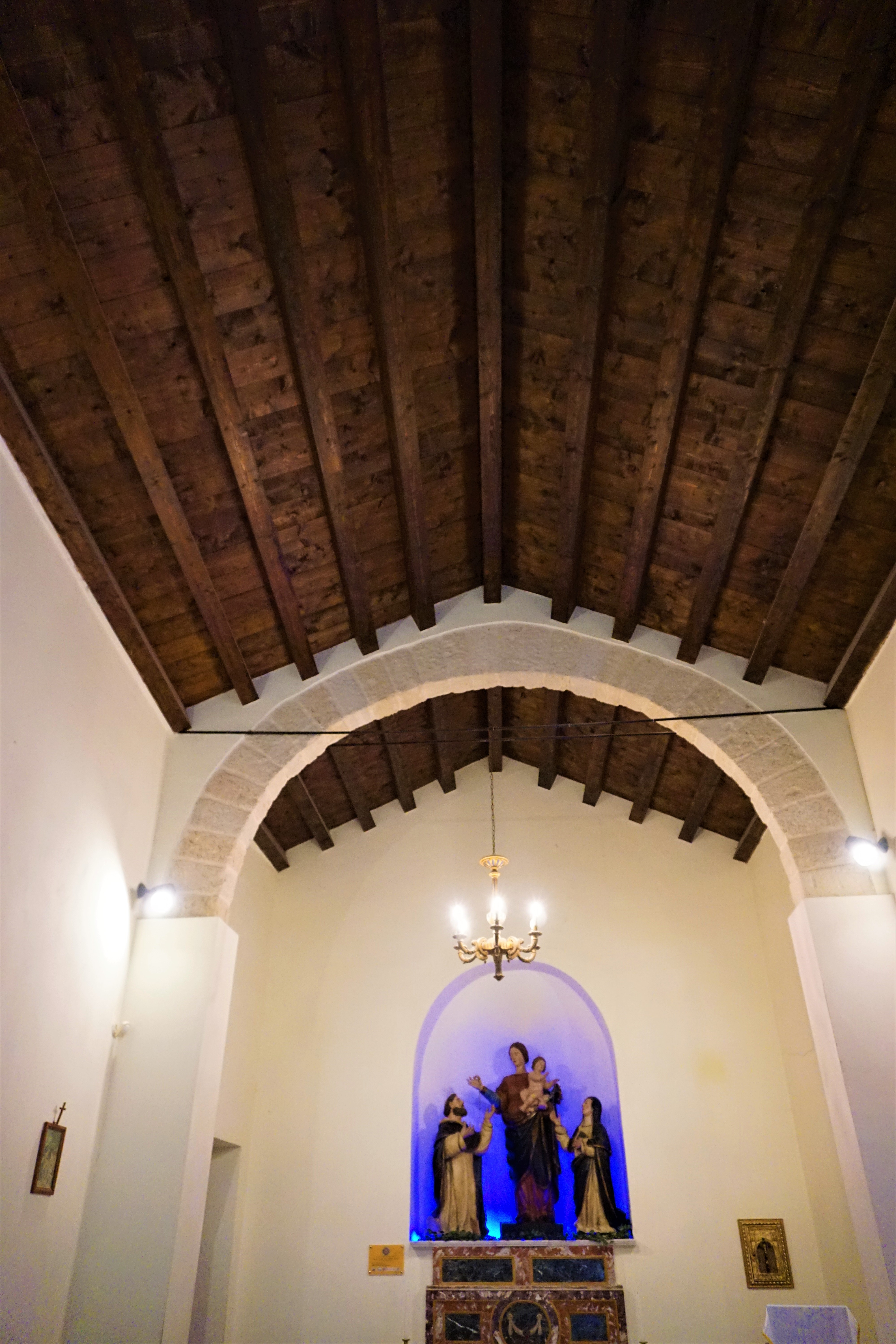
Il tetto